# Youssoupha Fall
Youssoupha Fall (* 12. Januar 1995 in Dakar) ist ein senegalesisch-französischer Basketballspieler.

## Laufbahn
Fall wurde an einer Basketballschule in Thiès in seinem Heimatland Senegal ausgebildet. 2012 wechselte er in die Nachwuchsabteilung des französischen Klubs Le Mans Sarthe Basket und gab im Spieljahr 2015/16 für Le Mans seinen Einstand in der ersten französischen Liga. In der Saison 2016/17 lief Fall auf Leihbasis für den Zweitligisten Union Poitiers Basket 86 auf und kehrte nach einem Jahr nach Le Mans zurück, wo er dann Leistungsträger war und 2017/18 französischer Meister wurde.
In der Sommerpause 2018 wurde er vom spanischen Spitzenverein Saski Baskonia Vitoria verpflichtet, aber an SIG Straßburg verliehen. Dort machte er einen weiteren Entwicklungsschritt und erzielte im Laufe der Saison 2018/19 in 30 Partien der Hauptrunde 14,5 Punkte sowie 8,4 Rebounds und 2,3 Blocks pro Begegnung. 2020 wurde Fall mit Vitoria spanischer Meister, im Sommer 2021 wechselte er zunächst per Leihabkommen zu ASVEL Lyon-Villeurbanne. Mit ASVEL errang er 2022 den Meistertitel in Frankreich.
Mit seinem Wechsel zum FC Barcelona kehrte er 2024 in die spanische Liga ACB zurück. Für Barcelona kam Fall während der Saison 2024/25 auf 33 Spiele in der Liga ACB, in denen er im Durchschnitt 5,6 Punkte und 4,2 Rebounds erzielte. Anschließend wurde im Juni 2025 die Trennung bekannt gegeben. Rund sechs Wochen später einigten sich Barcelona und Fall doch auf einen Vertrag.

### Nationalmannschaft
2012 wurde Fall mit der U18-Nationalmannschaft des Senegal Afrikameister in dieser Altersklasse. Er entschloss sich 2017, für Frankreichs Nationalmannschaft spielen zu wollen und lehnte eine Einladung zur senegalesischen Herrennationalmannschaft ab. Der senegalesische Verband verweigerte Fall die Freigabe für Spiele mit der französischen Auswahl.